# دوميترو مانع
دوميترو مانع هو لاعب كرة قدم روماني، ولد في 7 ديسمبر 1948 في Cernica ‏ في رومانيا، وتوفي في 30 مايو 2011. لعب مع ستيوا بوخارست.